# Karttikeya
Skanda redirige aquí. Si busca los cinco conjuntos budistas, véase skandha.
Si busca el grupo musical Skanda, véase Skanda (grupo musical).

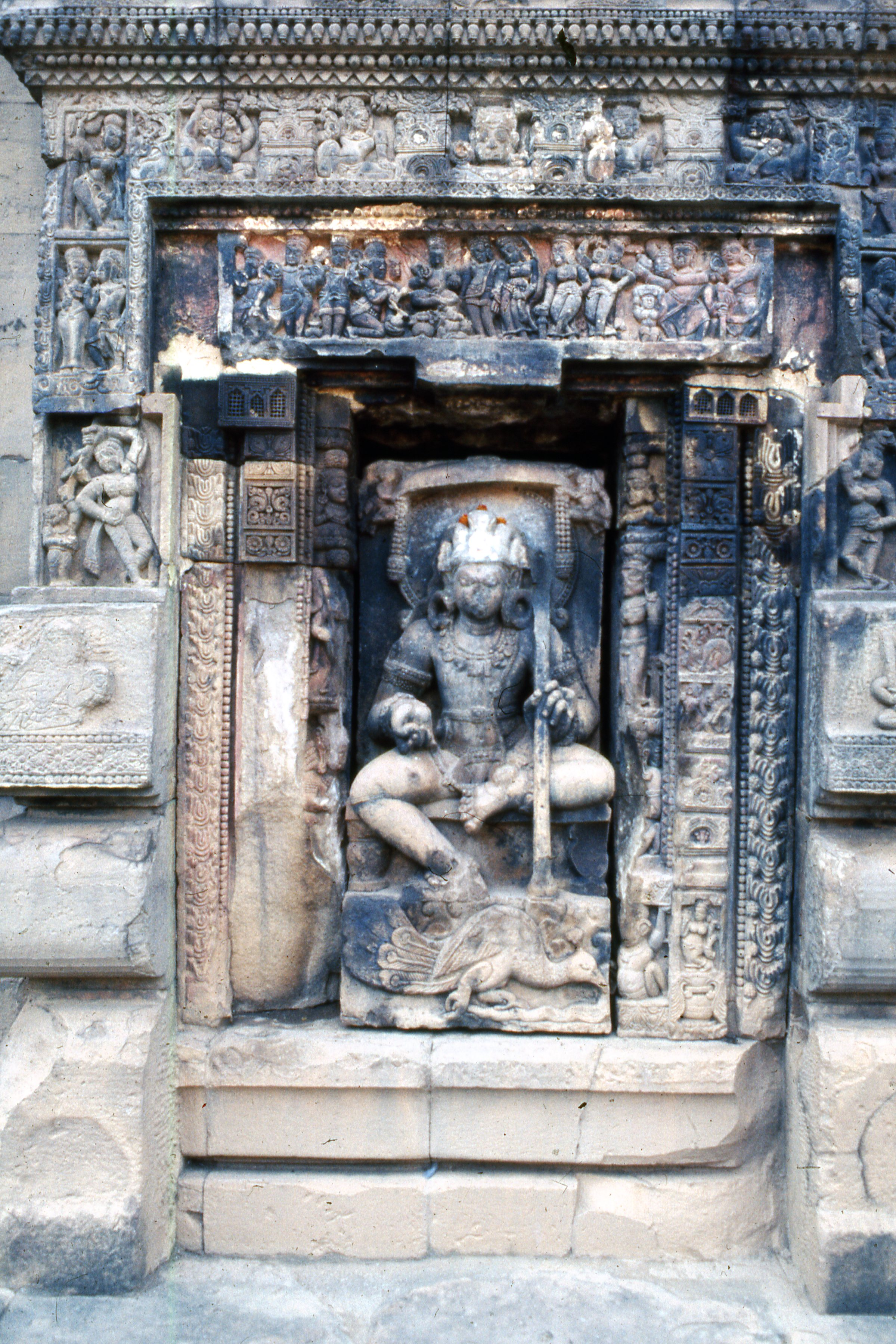
Estatua de Karttikeya sentado sobre su montura de pavoreal y sosteniendo una lanza con su mano en el templo Baitala Deula en Bhubaneshwar, India.

Karttikeya (en sánscrito: कार्त्तिकेय, romanizado: Kārttikeya), también conocido como Skanda,Subrahmanya, Shanmukha (Ṣaṇmukha) o Murugan (en tamil: முருகன்), es el dios hindú de la guerra, ya que dirige los gana (las ‘huestes’ del dios Shiva) contra los ejércitos de los demonios. Es hijo de Parvati y Shiva, hermano de Ganesha y un dios cuyas leyendas tienen muchas versiones en el hinduismo. Kartikeya ha sido una deidad importante en el subcontinente indio desde la antigüedad, adorado como Mahasena y Kumara en el norte de la India y predominantemente en el estado de Tamil Nadu y otras partes del sur de la India, Sri Lanka, Singapur y Malasia como Murugan.

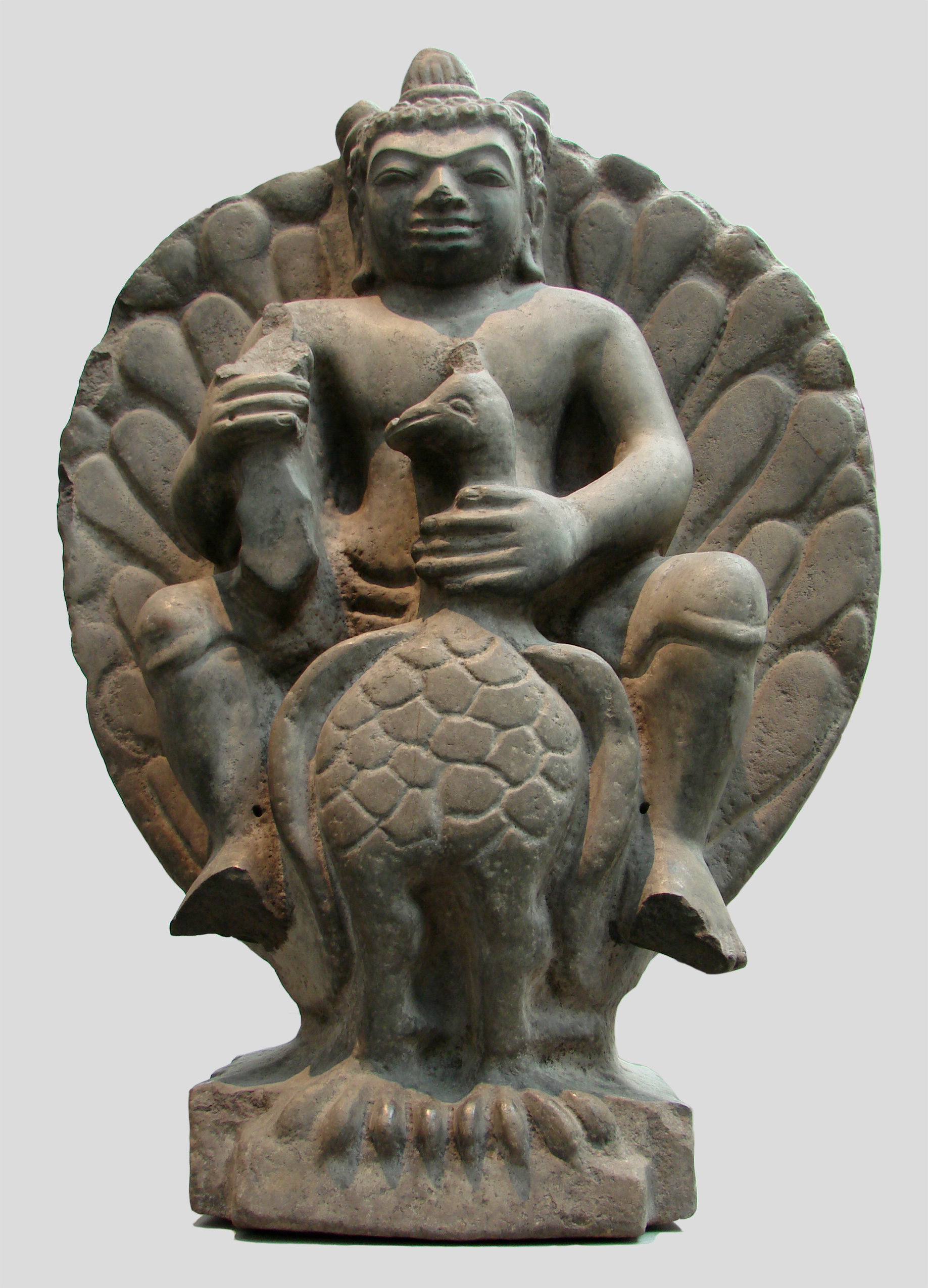
Skanda sobre su montura, el pavo real Paravani, estatua en gres; siglo VII u VIII; actualmente en el museo Guimet, en París; secuestrado de Kdei Ang, en la provincia de Prei Veng (Camboya) (foto de 2007).

Murugan es ampliamente considerado el «Dios del pueblo tamil». Se ha postulado que la deidad tamil de Murugan se sincretizó con la deidad védica de Subrahmanya tras la era Sangam. Tanto Muruga como Subrahmanya hacen referencia a Kartikeya.
La iconografía de Kartikeya varía significativamente; suele representársele como un hombre siempre joven, montado o cerca de un pavo real, llamado Paravani, portando un vel (jabalina) y a veces con el emblema de un gallo sobre su estandarte. La mayoría de los iconos lo muestran con una sola cabeza, pero algunos lo hacen con seis, lo que refleja la leyenda que rodea su nacimiento. Se describe que creció muy rápidamente desde su infancia, se convirtió en un filósofo-guerrero, destruyó a los demonios Tarakasura, Simhamukha y Surapadma, y enseñó la búsqueda de una vida ética y la teología del Shaiva Siddhanta (rama del shivaismo que propone una filosofía dualista en la que el objetivo último e ideal de un ser es convertirse en un alma iluminada por la gracia de Shiva). Ha inspirado a muchos poetas-santos, como Arunagirinathar.
Murugan es un dios antiguo, que se remonta al periodo védico. Fue aclamado como «Palaniappa» (Padre de Palani), la deidad tutelar de la región de Kurinji, cuyo culto alcanzó una inmensa popularidad en el sur. La literatura sangam cuenta con varias obras sobre Murugan, como Tirumurukāṟṟuppaṭai, de Nakkirar, o Thirupugal, del poeta-santo Arunagirinathar. Evidencia arqueológica del siglo I de nuestra era y anteriores, en las que se le encuentra junto al dios hindú Agni (fuego), sugieren que fue una deidad importante en el hinduismo primitivo. Se le encuentra en muchos templos medievales de toda la India, como las cuevas de Ellora y Elefanta.
Murugan se encuentra como una deidad principal en templos de todas las comunidades tamiles del mundo, sobre todo en el estado indio de Tamil Nadu, Sri Lanka, Mauricio, Indonesia, Malasia, Singapur, Sudáfrica, Canadá y Reunión. Los Aru Padai Veedu (lit., las Seis Moradas) son los seis templos de la región de Tamil Nadu que le están dedicados. El templo de Kataragama, en Sri Lanka, atrae a tamiles, cingaleses y veddas. También se le encuentra en otras partes de la India, a veces como Skanda, pero en un papel secundario junto a Ganesha, Parvati y Shiva.

## Nombre sánscrito
- kārttikeya, en el sistema AITS (alfabeto internacional para la transliteración del sánscrito).[13]
- कार्त्तिकेय, en escritura devanagari del sánscrito.[13]
- Pronunciación: [kartikéia] en sánscrito.[13]
- Etimología: ‘hijo de las Kritikas’.[13]

## Nacimiento

### Sin madre
Hay varios mitos relacionados con su nacimiento. De acuerdo con una leyenda ―según el Atharva-veda, el Taittirīia-samjita y el Shatapatha-bráhmana―, Kartikeia nació sin la participación de Parvati. En una ocasión, el semen de Shiva (que según algunos tenía forma de rayo) cayó en el fuego. Era tan caliente y brillante que solo podía tocarlo Agni, el dios del fuego. Siguiendo las instrucciones de Śiva, Agni depositó este semen en el río Ganga (el Ganges). La diosa Ganga entonces lo nutrió, hasta que un bebé con forma humana, Kartikeia, surgió del río. Por eso en ocasiones se dice que Kartikeia es hijo de Agni y Ganga.
El bebé fue alimentado por las seis Krittikas (las apsaras-ninfas, que en Grecia se conocieron como las seis Pléyades).
Para poder aceptar simultáneamente cada uno de estos pechos, el bebé desarrolló seis cabezas.

### Seis bebés
Otra versión dice que Śhiva emitió centellas de fuego de sus ojos que, cayendo en el lago Savarana, se convirtieron en seis niños, que fueron criados por las esposas de los rishis. Cuando la diosa Parvati vio a esos seis bebés se sintió transportada por su belleza, y los abrazó con tanta fuerza que se convirtieron en uno solo, aunque conservaron las seis cabezas y los tres pares de brazos.

## Otros nombres
Kartikeia recibe otros nombres:
- Azhagan
- Arumugan
- Balamurugan o Bala Murugan
- Bala Subrahmanian
- Dhanda Yudhapani
- Gangeyan
- Guhan
- Guruparan
- Karttikeyan
- Kumaran
- Kandan
- Kadamban
- Kārttika, porque el mes de kartika (entre octubre y noviembre, en otoño) es el mejor para guerrear (según el Brahma Vaivarta Purāna).
- Krittikā-suta (‘hijo de las [seis] Pléyades’) equivale al patronímico Kartikeia, como hijo de sus madres nodrizas, las Kritikás.
- Kumara (ku: ‘fácil’, māra: ‘muere’, nombre genérico de los niños, ya que tradicionalmente en la medicina india aiurveda la mortalidad infantil era altísima), porque se mantuvo siempre como un niño prepúber.
- Kumara Swami o Kumaraswami: el señor Kumara.
- Kuravimanavālan
- Kathirvelan
- Muthu Kumaran
- Mayavan Marugan
- Maiūraketu o Maiūra Ketu (mayūra: ‘pavo real’, ketu: ‘bandera’), que tiene un pavo real en su bandera de guerra.
- Maiūrarath o Maiūra Ratha (mayūra: ‘pavo real’, ratha: ‘carreta’), que usa un pavo real como vehículo.
- Mayureshan
- Mayilon
- Murugan, nombre con que se lo conoce en Malasia
- Padayappan
- Palaniappan
- Rathnavel
- Shanmugan
- Saravanan
- Senniappan
- Skanda (‘que salta’, ‘atacante’, ‘semen’): uno de los nombres más importantes del dios.
  - Skanda Guru (‘padre de Skanda’): un nombre del dios Shiva, según el Śiva-gītā.
- Skandan
- Senthilkumaran
- Subrahmanya (सुब्रह्मण्य),[14] que significa ‘el que es favorable a los sacerdotes’, siendo su: ‘muy’; y brahmanya: ‘amistoso con los brahmanes’.[15] También es un nombre de Shiva y de Visnú.
- Subrahmanya Swami: el Señor Subrahmania.
- Swaminathan
- Thangavel
- Thagappanswami
- Thirumurugan o Thiru Murugan
- Vajravel
- Vadivelan
- Velayudhan
- Velan
- Velavan
- Vetrivel
- Vīravel

Su madre, Parvati recibe el nombre de Kartikeia-Prasú (la madre de Kartikeia).

## Leyendas
Kartikeia cabalga un pavo real y utiliza lanza y flechas en combate.
En la bandera de su ejército aparece un gallo.
Kartikeia es el dios de los ladrones y estafadores.
Según el Majabhárata, la enfermedad skanda-graja (el ‘ataque de [el dios] Skanda’), que mata a los bebés, es producida por él.

### En Tamil Nadu
Las leyendas tamiles dicen que Kartikeia se casó con dos deidades, Valli y Davayani. La fiesta de Thaipusam, celebrada por las comunidades tamil de todo el mundo, conmemora el día en que Pārvatī le dio un vel (lanzón) para que venciera al malvado demonio Sura Padam (también conocido como Sura Padman). En la guerra contra Surapadma, Karttikeya lo partió en dos, convirtiéndolo en pavo real y gallo, que son su cabalgadura y su bandera, respectivamente.